# Alexander Blomqvist
Pour les articles homonymes, voir Blomqvist.
Alexander Blomqvist, né le 3 août 1994 à Simrishamn en Suède, est un footballeur suédois qui évolue au poste de défenseur central au GIF Sundsvall.

## Biographie

### Débuts professionnels
Natif de Simrishamn en Suède, Alexander Blomqvist est formé par le Malmö FF. Il joue son premier match avec l'équipe première le 14 avril 2013, lors d'un match d'Allsvenskan face au Kalmar FF. Il entre en jeu à la place d'Emil Forsberg lors de cette rencontre remportée par son équipe (1-0). Il s'agit de son seul et unique match joué en championnat cette saison là. Grâce à sa participation à la saison 2013, il est sacré champion de Suède avec Malmö.

### Trelleborgs FF
Avec l'équipe de Trelleborgs, il inscrit quatre buts en deuxième division (Superettan) lors de la saison 2017, ce qui constitue alors la meilleure performance de sa carrière.
La saison suivante, il dispute 29 matchs en Allsvenskan avec Trelleborgs, marquant un but.

### GIF Sundsvall
Le 24 janvier 2019, Alexander Blomqvist s'engage en faveur du GIF Sundsvall, club évoluant en Allsvenskan, en signant un contrat de quatre ans, soit jusqu'en décembre 2022.
Lors de la saison 2019, il joue 29 matchs en Allsvenskan avec cette équipe. Le club est toutefois relégué à l'issue de cette saison, terminant à la quinzième et avant-dernière place du classement.
Blomqvist retrouve alors la Superettan lors de la saison 2020. Il y marque son premier but pour le GIF Sundsvall, le 31 octobre 2020 contre l'Örgryte IS. Son équipe s'impose par quatre buts à un ce jour-là.

### En sélection
Alexander Blomqvist représente l'équipe de Suède des moins de 19 ans pour un total de trois matchs joués entre 2012 et 2013.

## Palmarès
Malmö FF
- Championnat de Suède (1) :
  - Champion : 2013.